# Шлаун, Иоганн Конрад
Иоганн Конрад Шлаун (нем. Johann Conrad Schlaun, Johann Conrad Schluen; 5 июня 1695, Нёрде — 21 октября 1773, Мюнстер) — архитектор немецкого, вестфальского барокко. Среди его главных работ — замок Нордкирхен близ Мюнстера, замок Аугустусбург в Брюле, замок Клеменсверт в Зёгеле, замок принца-епископа, церковь Клеменса, Эрбдростенхоф, Ландхаус и бывшая «ратуша Шлауна» в Мюнстере.

## Биография
Иоганн Конрад Шлаун родился в 1695 году под именем Иоганн Конрад Шлюэн (Schluen) в семье судьи монастыря Хардехаузен Генриха Шлюэна и Агнес Берендес в Нёрде близ Варбурга, Северный Рейн-Вестфалия, в епископстве Падерборн и вначале посещал подготовительную гимназию (Progymnasium Marianum) при доминиканском монастыре в Варбурге, а затем гимназию иезуитов Теодориум в Падерборне, которую он покинул, не окончив. Затем Иоганн поступил на военную службу в Ганновере, где в 1710 году получил звание прапорщика и в течение следующих двух лет завершил обучение на инженера-геодезиста.
Затем он присоединился к Падерборнскому пехотному полку в качестве инженера и был повышен до лейтенанта в 1715 году, а в 1720 году — до лейтенанта-командующего артиллерией. В 1723 году, после возвращения из многолетней учебной поездки, в ходе которой он посетил Южную Германию, Австрию, Италию, Францию и Фландрию, ему было присвоено звание титулярного капитана.
С 1725 года будущий архитектор изменил свою нижненемецкую фамилию с «Шлюэн» на верхненемецкую «Шлаун» и одновременно принял герб угасшего гессенского дворянского рода «Шлаун фон Линден» — три серебряных липовых листа на красном фоне. Однако только его сын Герхард Мауриц фон Шлаун, будучи генерал-фельдцейхмейстером на австрийской службе, будет ходатайствовать о возведении в дворянство. В 1726 году Иоганн Шлаун был произведён в майоры, в 1728 году — в подполковники, в 1733 году — в полковники и командующие артиллерией Мюнстера, в 1745 году — в генерал-майоры и в 1750 году — в генерал-губернаторы Меппена. Его карьера в строительной отрасли княжества-епископства развивалась медленнее. В 1720 году он был землемером в Мюнстере, в 1725 году — главным архитектором и инженером Кёльнского курфюршества. Репутация, которой Шлаун пользовался при жизни, была высока. Так, 28 октября 1750 года, после посещения Большого замка в Кляйнбюллесхайме, построенного Шлауном около 1730 года, граф Фердинанд фон Шалль, планировавший в то время строительство замка Ван, сообщил, что «некий барон фон Шлаун, бригадный генерал, превзошёл самых известных архитекторов Германии по уровню знаний в области архитектуры».
Шлаун был женат дважды. 3 ноября 1725 года он женился на Марии Катарине Бурель, дочери кёльнского торговца тканями и советника Габриэля Буреля. Во втором браке в 1740 году Шлаун женился на Анне Катарине Рерманн, дочери текстильного фабриканта Мартина Рерманна из Эйпена.
21 октября 1773 года Шлаун умер в своем доме в Мюнстере и был похоронен два дня спустя в Убервассеркирхе, где установлена мемориальная доска.

## Архитектурное наследие
Иоганн Конрад Шлаун оставил после себя обширное и разнообразное наследие, включающее церкви и замки, аристократические дворцы и особняки, а также церковную утварь. Большинство его построек расположены в Вестфалии, соседней западной Нижней Саксонии и Рейнской области.
Изучение творчества архитекторов вестфальского барокко началось в 1910 году с работы Генриха Гартмана. Шеститомный перечень памятников искусства города Мюнстера, составленный Максом Гейсбергом, предоставил сведения о постройках Шлауна в Мюнстере на новой основе и позволил более четко разграничить их с проектами его современников.
По случаю 200-летия со дня смерти Шлауна в 1973 году и его 300-летия в 1995 году Вестфальский государственный музей истории искусств и культуры в Мюнстере организовал обширные выставки его рисунков, каждая из которых сопровождалась публикацией тома эссе, охватывающих все аспекты его творчества. Возникший в результате ряд исследований творчества Шлауна, особенно после первой из двух выставок, создал предпосылки для дальнейшего изучения разных аспектов его творчества.

## Галерея

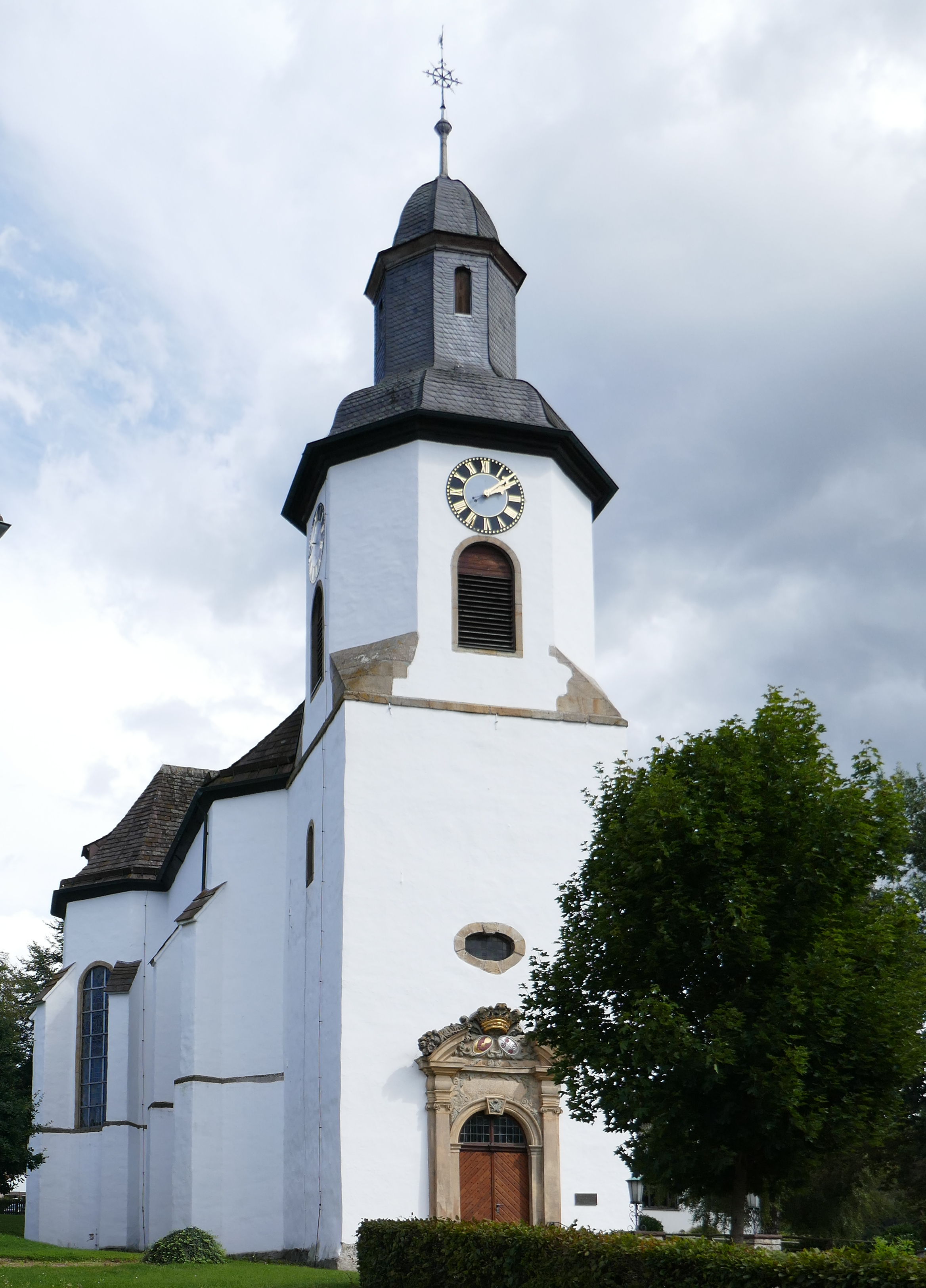
Приходская церковь Святой Екатерины в Редере
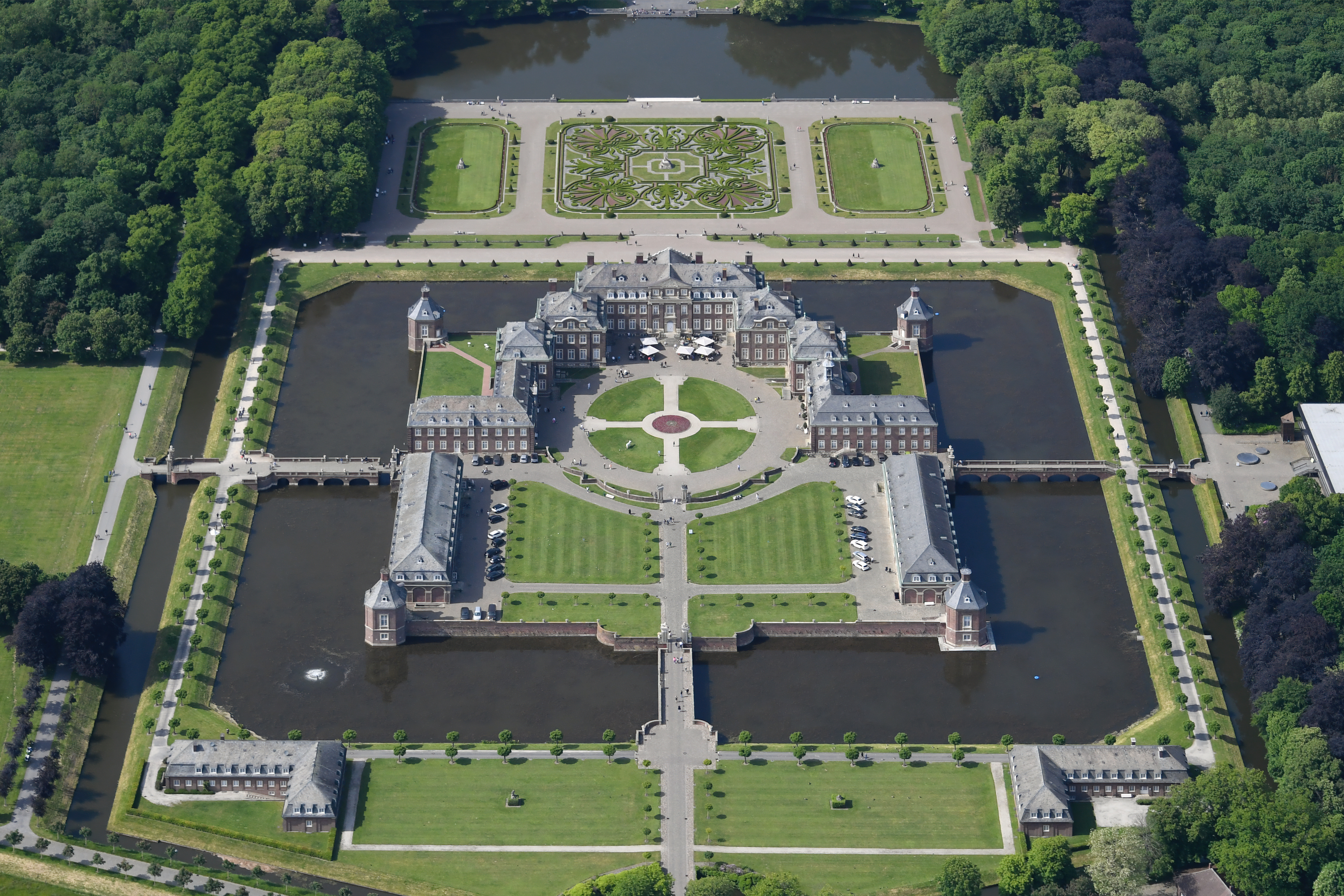
Дворец и парк Нордкирхен, Северный Рейн-Вестфалия
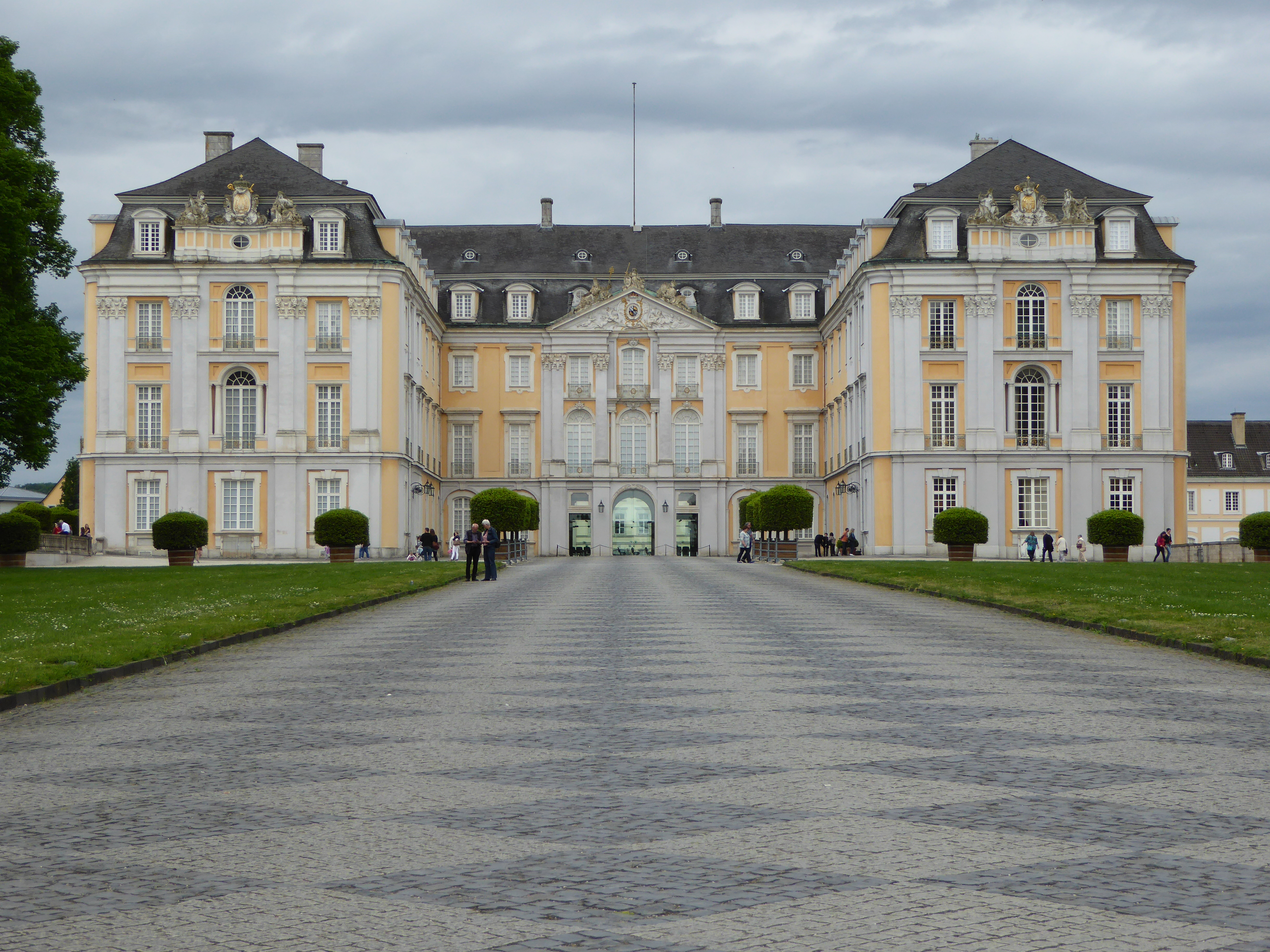
Замок Аугустусбург в Брюле
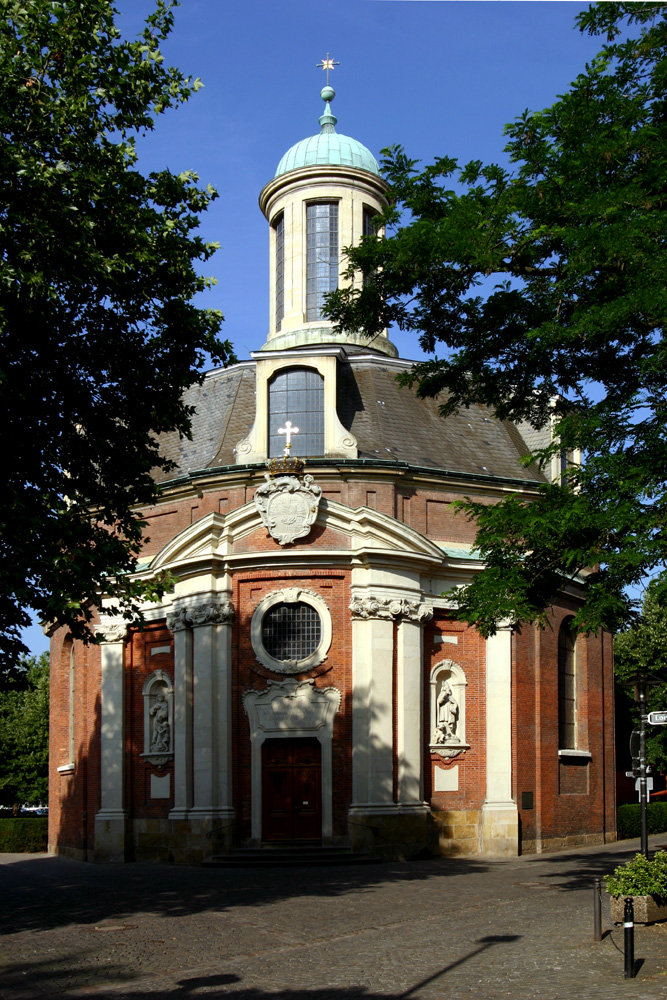
Мюнстер. Клеменскирхе
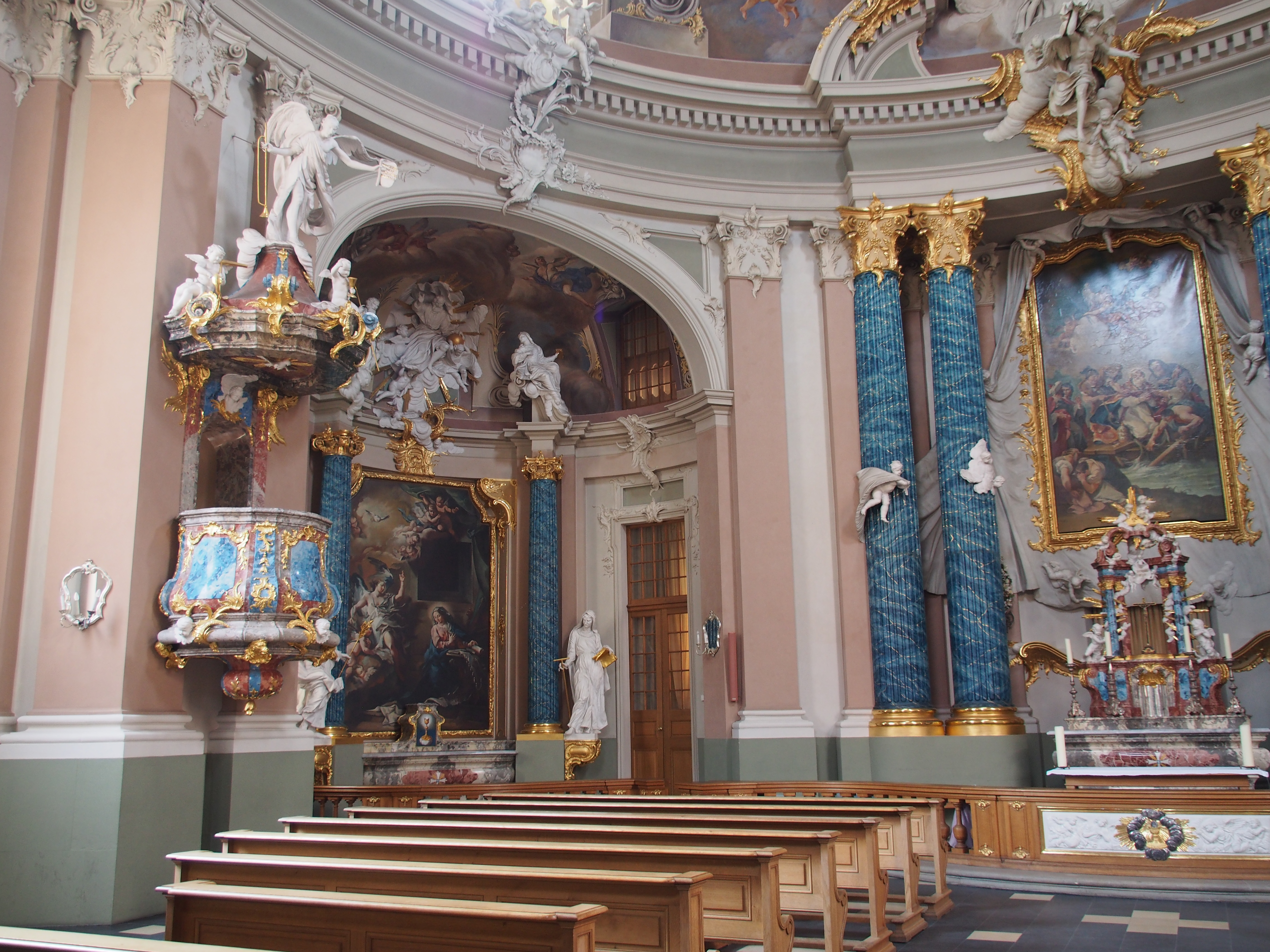
Интерьер церкви
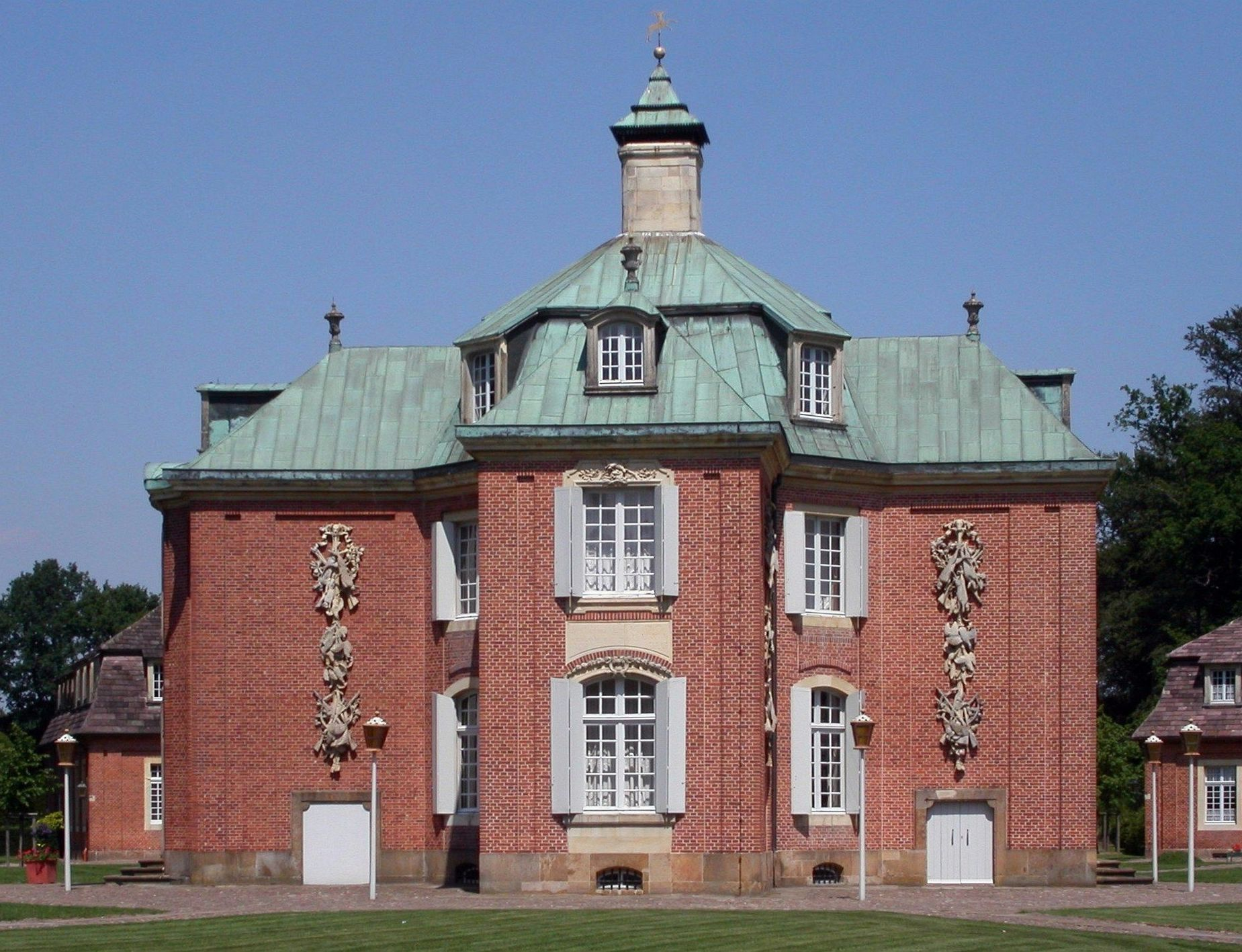
Охотничий домик. Клеменсверт
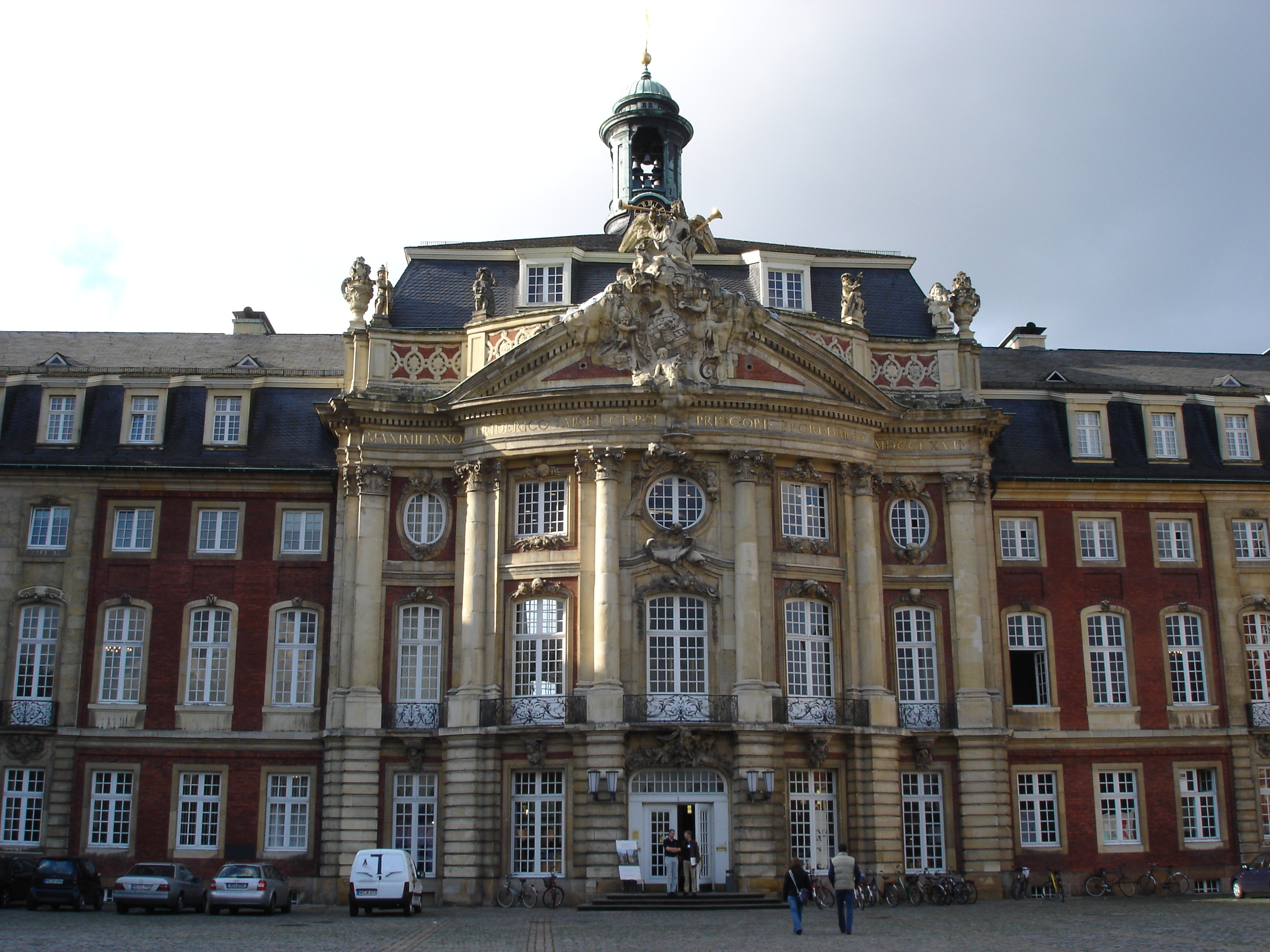
Дворец в Мюнстере. Центральная часть
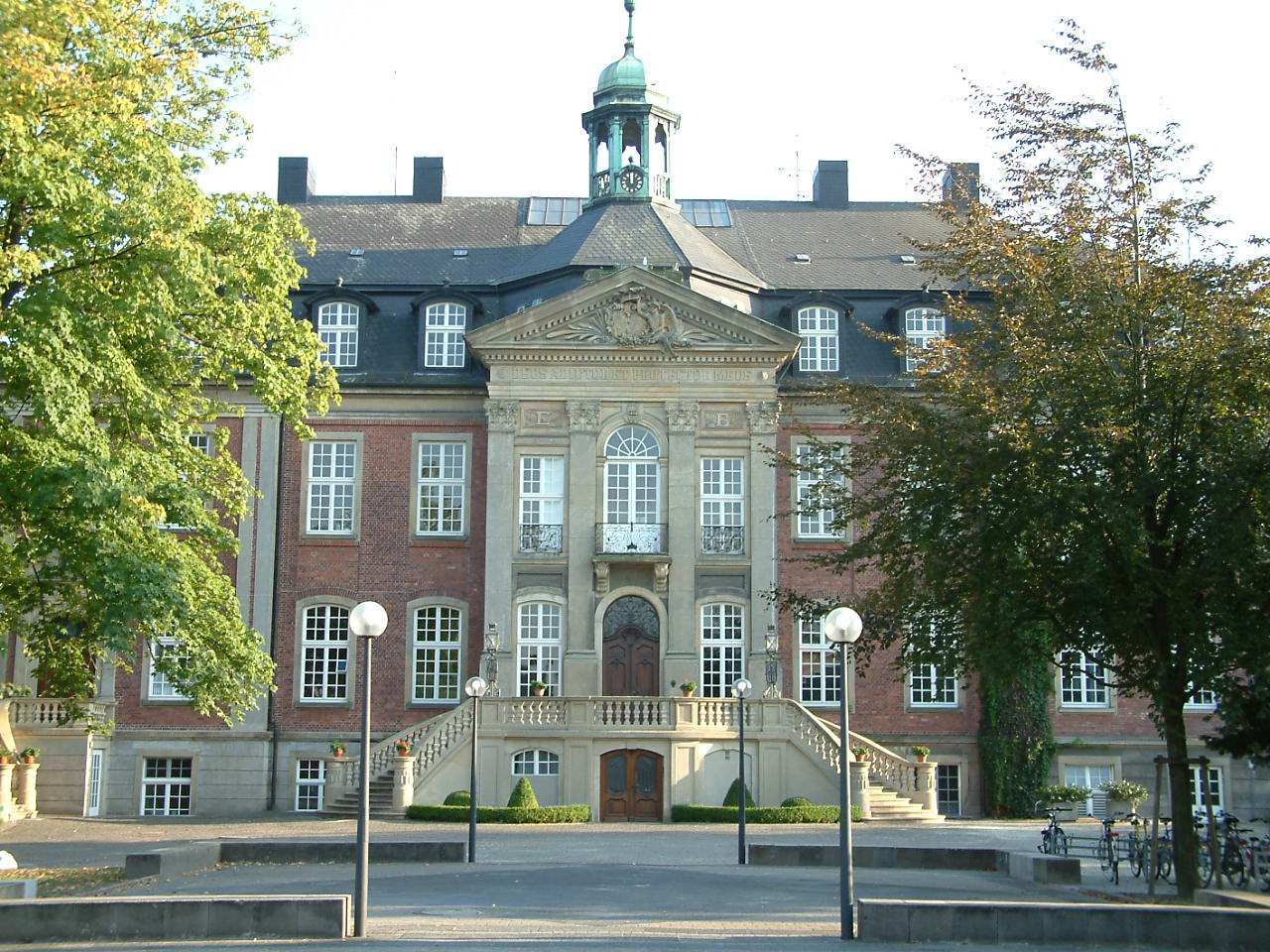
Замок Лобург